# Поколение '98
Поколение ’98 (1898), известно още като Поколението на 98-а (Generación del 98, Generación del noventa y ocho, Generación del 1898, Generación del mil ochocientos noventa y ocho), е испанско литературно и културно движение от първите двадесет години на 20 век. Названието е измислено от Асорин (José Martínez Ruiz – Azorín) през 1913, за да определи групата млади писатели, които призовават към морално и културно обновяване на Испания след поражението ѝ в Испано-американската война от 1898, когато Испанската империя губи и последните колонии от предишното грандиозно могъщество.
Оригиналният списък на Асорин включва Рамон дел Вайе Инклан (Ramón del Valle Inclán) Мигел де Унамуно, Хасинто Бенавенте (Jacinto Benavente y Martínez), Пио Бароха, Рамиро де Маесту (Ramiro de Maeztu), Рубен Дарио и самия Асорин. Малко по-късно се включват Анхел Ганивет (Ganivet) и Антонио Мачадо, както и Хосе Ортега и Гасет, Рамон Перес де Аяла (Ramón Pérez de Ayala) и Грегорио Мараньон (Gregorio Marañón), въпреки че понякога се включват към по-късни групи, наречени „поколения“.
Рубен Дарио, смятан за основоположник на модернизма в испаноезичната литература, е в близки отношения с Поколение 98. Групата се стреми също към преоткриването на най-съществените ценности на Испания. Мнозина от тях откриват ключа към същината на испаницизма (Hispanicism) в тежкия и суров живот в Кастилия.
Докато нападат естетицизма и автори като австрийския сатиричен поет Карл Краус (Karl Kraus), те въвеждат в страната космополитизма, включително политическия либерализъм и имат силно влияние върху творчеството на по-късните испански писатели. Въпреки опитите още испански писатели да бъдат обединявани като поколения единствената друга открояваща се общност е тази на Поколение '27.